# بنيامين بيكر
بنيامين بيكر (بالألمانية: Benjamin Becker)‏ هو لاعب كرة مضرب ألماني.

## وصلات خارجية
- بنيامين بيكر على موقع رابطة محترفي التنس (الإنجليزية)
- بنيامين بيكر على موقع الاتحاد الدولي لكرة المضرب (الإنجليزية)
- بنيامين بيكر على موقع كأس ديفيز (الإنجليزية)
- بنيامين بيكر على موقع خلاصة التنس.كوم (الإنجليزية)
- بنيامين بيكر على موقع إي إس بي إن.كوم (الإنجليزية)
- بنيامين بيكر على موقع اللجنة الأولمبية الألمانية (الألمانية)